# Нокнакилла
Нокнакилла (англ. Knocknakilla, от ирл. Cnoc na Cille — церковный холм) — мегалитический комплекс (Grid Ref: W297843), который находится между Макрумом и Милстритом в графстве Корк, Ирландия. Расположен среди торфяников на северо-западе верхних склонов гор Мушрабег, и, как считается, был построен 3500 лет назад. Район богат археологическими находками, в том числе — фортами и подземными сооружениями. Комплекс наиболее известен своим фаллическим, в наши дни наклонённым, каменным порталом. Учитывая связь камней с восходом и заходом солнца, предполагается, что они использовались ранними земледельцами как календари.
Основной комплекс включает в каменный круг, радиальную пирамиду и два заостренных камня (один из которых упал), выровненных с северо-северо-востока на юго-юго-запад. Каменный круг состоит из пяти камней от 1,3 до 1,5 метров высотой, два из которых упали где-то в последние 50 лет.